# Turystyka w Austrii
Turystyka jest ważną gałęzią gospodarki w Austrii. Ze względu na dogodne warunki naturalne i rozwiniętą infrastrukturę Austria oferuje szeroki zakres atrakcji turystycznych: naturalne krajobrazy górskie (Alpy), jeziora, liczne zabytki oraz interesujące miasta. Dzięki centralnemu położeniu w Europie, dojazd do Austrii jest relatywnie łatwy.
W rankingu firmy konsultingowej Mercer (2010) Wiedeń wybrany został najlepszym miastem pod kątem jakości życia na całym świecie. W rankingu porównano oferty spędzania wolnego czasu popularne także wśród turystów, takie jak restauracje, teatry, kina, aktywności sportowe, jak również bezpieczeństwo, dostępność dóbr konsumpcyjnych oraz warunki środowiskowe, począwszy od powierzchni zielonych, a na niskim poziomie zanieczyszczenia powietrza kończąc.

## Znaczenie gospodarcze

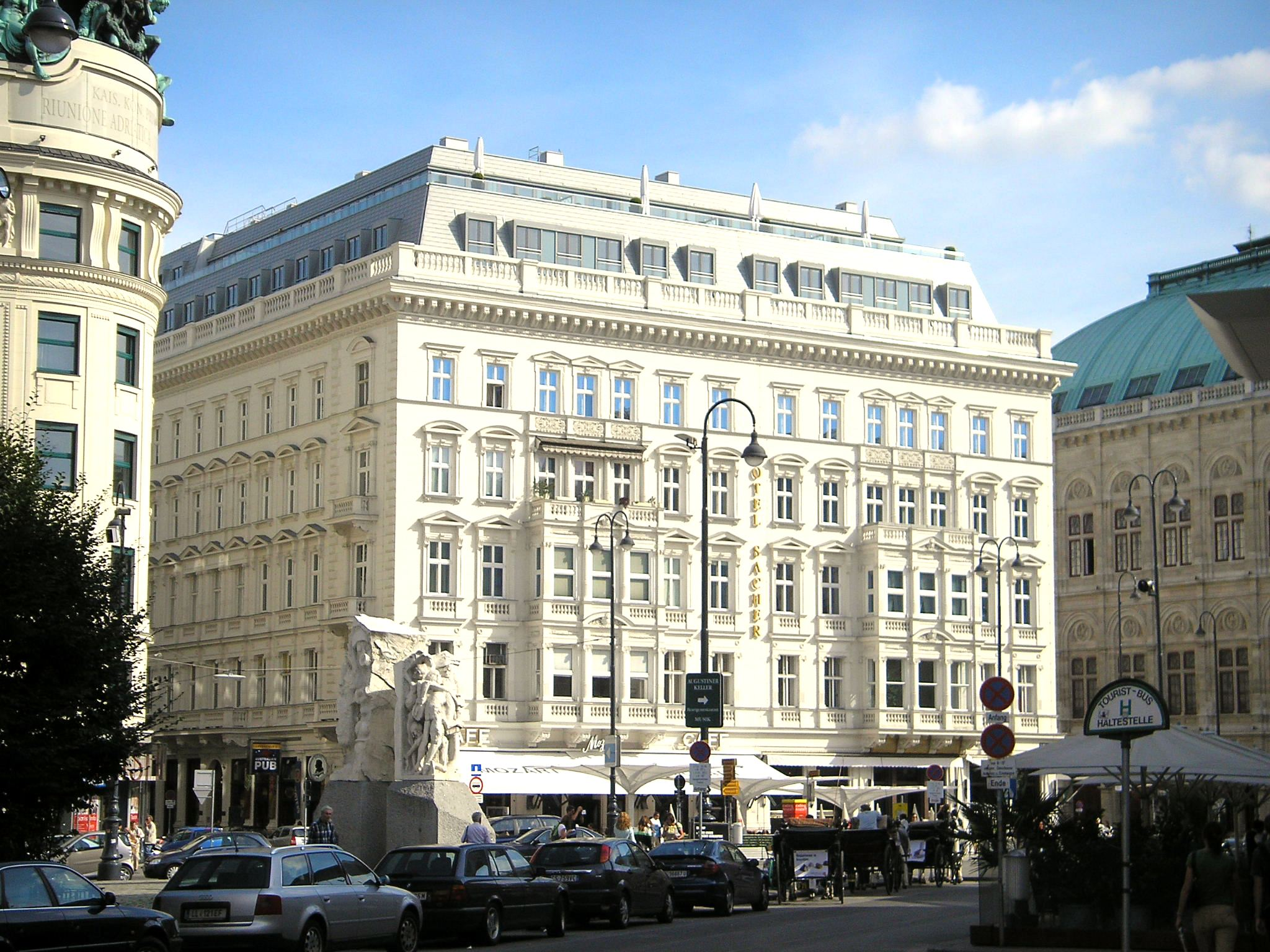
Hotel Sacher w Wiedniu

Dochód z branży turystycznej Austrii w 2009 roku wyniósł 21,89 miliardów euro, co przekłada się na 1666 euro na mieszkańca. W tym rankingu Austrię wyprzedza tylko Cypr z 1909 euro na mieszkańca, trzecie miejsce należy zaś do Islandii z 1409 euro na mieszkańca.
Usługi hotelarskie przyniosły w 2009 roku zysk w wysokości 11,38 miliardów euro, co stanowi 4,1% produktu krajowego brutto w Austrii. Do tego dochodzą zyski z kultury, rozrywki, sportu oraz zakupów wykonywanych przez gości z zagranicy.
W roku 2005 w Austrii znajdowało się 69981 obiektów turystycznych. Liczba tańszych miejsc noclegowych obniżyła się, przy czym liczba hoteli cztero- i pięciogwiazdkowych wzrosła w latach 1996-2006 o 27%. W zachodnich krajach związkowych (Tyrolu, Ziemi Salzburskiej i Vorarlbergu) liczba noclegów i pobytów w sezonie zimowym znacznie przekracza te w sezonie letnim. Na obszarze całego kraju popyt był wyższy zimą (33,7%) niż latem (28,9%), osiągając przy tym najwyższy poziom w Wiedniu – 62,8% w sezonie letnim.

### Zakwaterowanie
W roku 2009 zanotowano łącznie 32 316 775 przyjazdów turystów i 124 307 317 noclegów. Wśród polskich turystów liczba noclegów wyniosła 1 385 970 przy 317 222 przyjazdach.
| Rynek           | Udział | Zmiana względem 2008 |
| --------------- | ------ | -------------------- |
| Zagranica       | 72,3%  | −3,2%                |
| Niemcy          | 39,3%  | −2,6%                |
| Austria         | 27,7%  | + 1,7%               |
| Holandia        | 7,6%   | −1,2%                |
| Szwajcaria      | 2,9%   | + 2,2%               |
| Wielka Brytania | 2,6%   | −16,7%               |
| Włochy          | 2,4%   | + 1,2%               |
| Belgia          | 2,0%   | −1,3%                |
| Czechy          | 1,6%   | + 9,9%               |
| Francja         | 1,4%   | + 0,3%               |
| Dania           | 1,2%   | −1,4%                |
| Węgry           | 1,2%   | −8,7%                |
| Polska          | 1,1%   | −0,2%                |
| USA             | 0,9%   | −7,4%                |

Austria oferuje 641 300 miejsc w hotelach i domach wypoczynkowych oraz 312 700 miejsc w prywatnych kwaterach. Średnia długość pobytu gości zagranicznych wyniosła w 2009 roku 4,2 noclegów. Długości pobytów w ciągu ostatnich 30 lat konsekwentnie spadała. Największą liczbę noclegów w 2009 roku zanotowano w miesiącach:
- sierpień (16,7 mln)
- luty (16,1 mln)
- lipiec (14,5 mln)
- styczeń (14,1 mln).

Podczas gdy w latach 70. i 80. sezon letni cieszył się większym zainteresowaniem turystów, konsekwentnie wzrastała popularność okresu zimowego. Od roku 2006 notuje się większą liczbę noclegów w sezonie zimowym (62,9 mln zimą 2008/2009) niż w letnim (61,7 mln latem 2009).

### Pozostałe branże
Poza usługami hotelarskimi zyski z turystyki przynoszą także zakłady gastronomiczne, jak również przedsiębiorstwa związane z kulturą, sportem czy transportem.

### Turystyka krajowa i przyjazdowa
Turystyka krajowa stanowi jedną czwartą wszystkich noclegów. Trzy czwarte noclegów generują turyści z zagranicy. Większość z nich to niezmiennie Niemcy, obywatele USA i Japonii. Dalsze rynki źródłowe turystów to Holandia, Wielka Brytania, w ostatnich latach wzrosła też liczba przyjazdów z Włoch. Rosnąca liczba odwiedzających pochodzi także od niedawna z Rosji i Chin.
Austriacy jako swoje cele swoich podróży w kraju odbierają najczęściej Styrię (6,4 milionów), Ziemię Salzburską (5,5 milionów) i Karyntię (4,7 milionów).

### Turyści z Polski
Goście z Polski stanowią 1,1% turystów przyjeżdżających do Austrii. Według danych z 2009 roku, polscy turyści za cel swoich podróży wybierają najczęściej Tyrol, co z 528 293 noclegami i 100 007 przyjazdami stanowi 42% łącznych noclegów i 31,5% łącznych przyjazdów w całym kraju. Innymi licznie odwiedzanymi rejonami są Salzburg (348 174 noclegów – 25,1%; 61 691 przyjazdów – 19,4%) oraz Karyntia (154 985 noclegów – 11,2%; 32 260 przyjazdów – 10,2%). Noclegi w Wiedniu stanowią przy liczbie 94 125 6,8% łącznych noclegów oraz z 48 882 przyjazdami 15,4%.

## Rodzaje turystyki

### Turystyka letnia

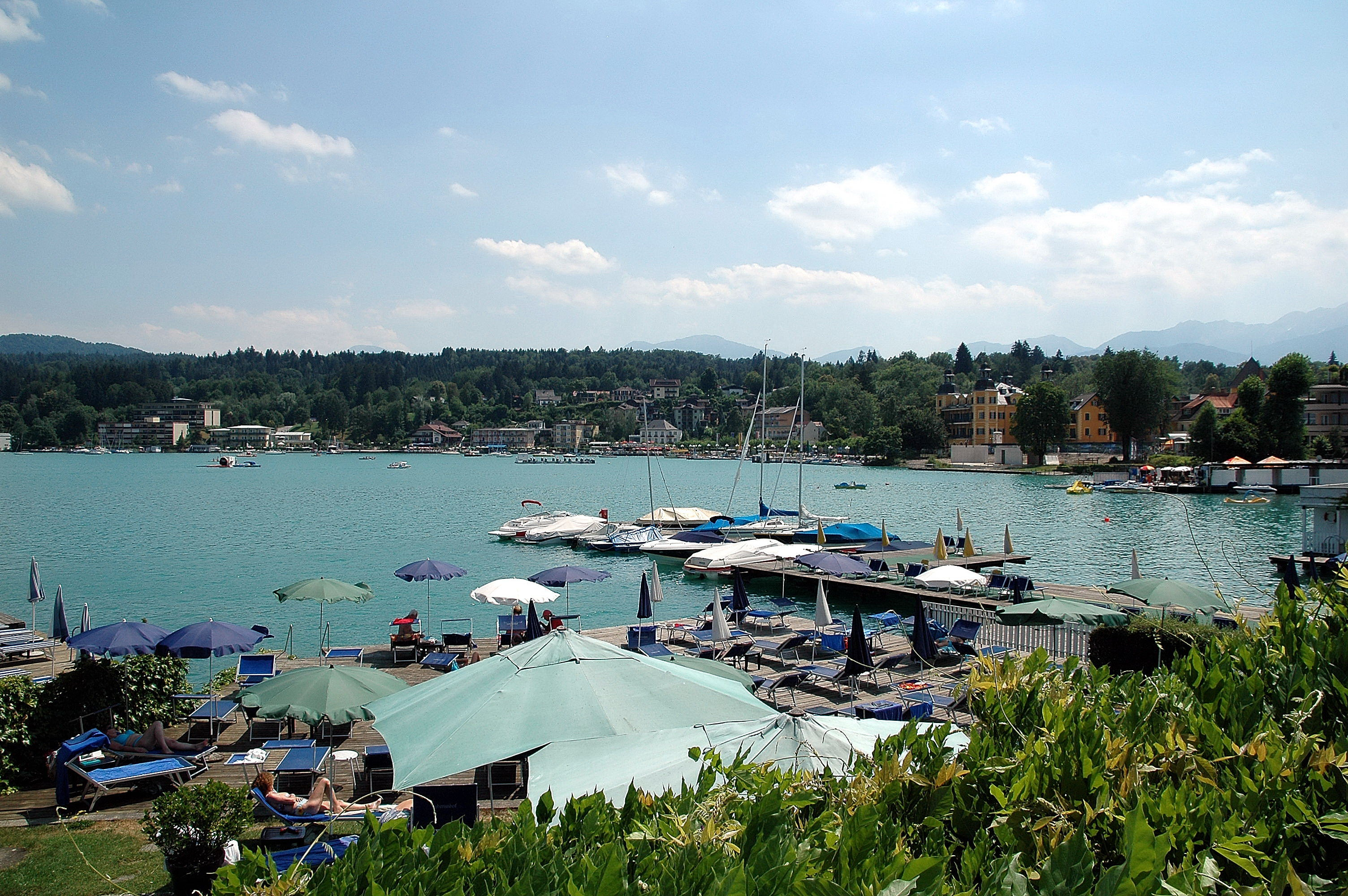
Velden am Wörther See

Góry cieszą się zainteresowaniem turystów zarówno zimą, jak i latem, kiedy otwierają dla nich swoje szlaki górskich wędrówek. Najwyższe szczyty Austrii to trzytysięczniki znajdujące się w Alpach Wschodnich. Najwyższym z nich jest mierzący 3798 m n.p.m. Großglockner w Karyntii. W Austrii znajdują się liczne schroniska i 1083 kilometry szlaków górskich. Vorarlberg, najdalej na zachód wysunięty kraj związkowy Austrii graniczący z trzema państwami (Niemcami, Szwajcarią i Liechtensteinem) oferuje liczne możliwości wędrowania i uprawiania kolarstwa górskiego. Ponadto w tyrolskim mieście Ischgl w sierpniu organizowany jest doroczny, najwyżej dotowany maraton rowerów górskich Europy – Ischgler Ironbike.
Turystów przyciągają także liczne austriackie jeziora, przede wszystkim Jezioro Nezyderskie, rejon Salzkammergut oraz Wörthersee, Ossiacher See i Millstätter See.

### Turystyka zimowa

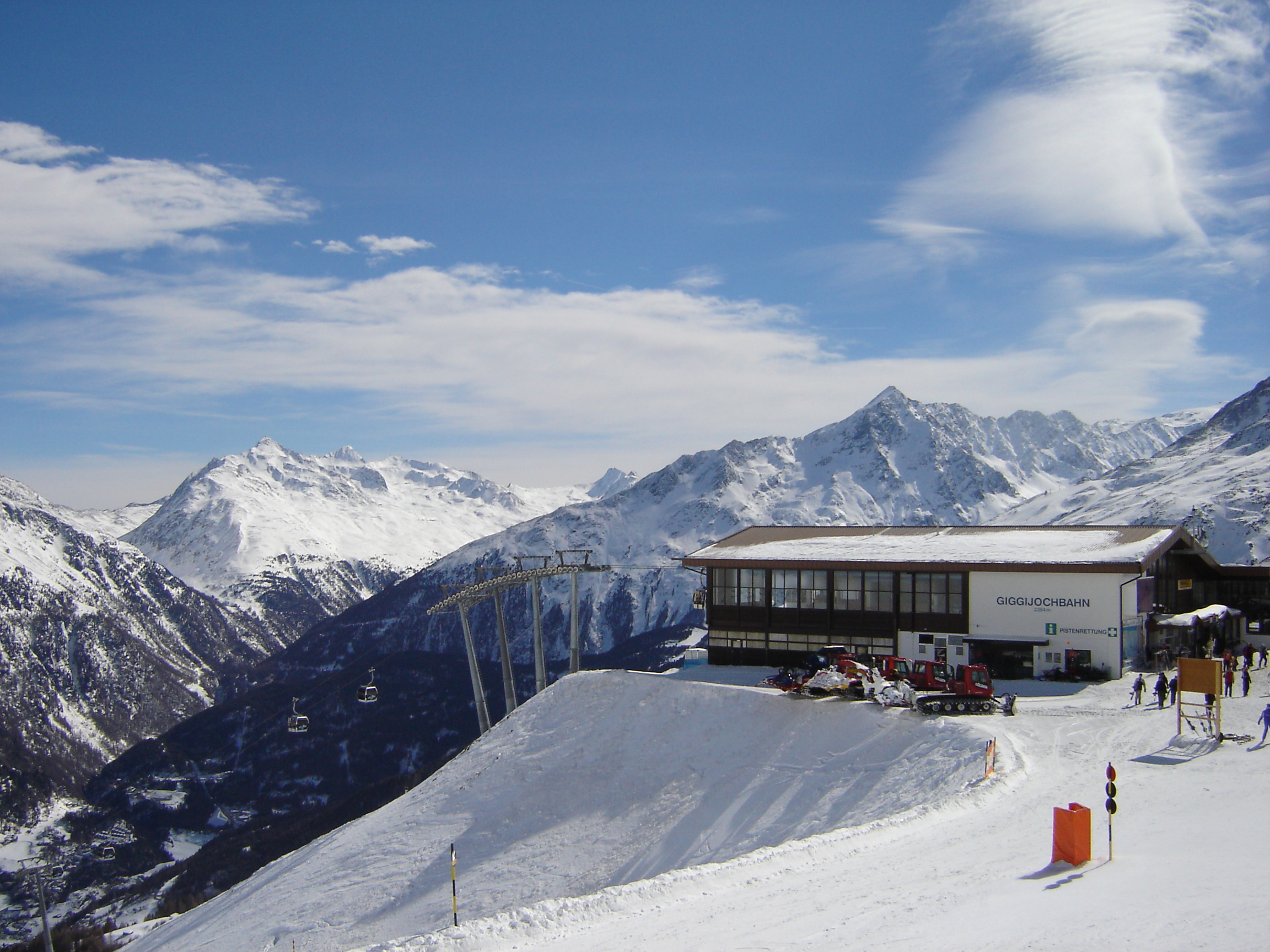
Zima w Sölden

Turystyka zimowa w Austrii koncentruje się przede wszystkim na sportach zimowych. Jako kraj otoczony Alpami oferuje liczne możliwości uprawiania narciarstwa alpejskiego. Przede wszystkim kraje związkowe takie jak Vorarlberg, Karyntia, Salzburg czy Tyrol oferują liczne ośrodki narciarskie wyposażone w koleje liniowe, wyciągi krzesełkowe i talerzykowe. Również we wschodnich krajach związkowych istnieje wiele ośrodków narciarskich, które oferują rozmaite możliwości uprawiania turystyki zimowej, np. saneczkarstwo, kąpiele termalne, wędrówki na rakietach śnieżnych itp. Ponadto w Austrii znajduje się 8 dostępnych dla turystów lodowców, które niezależnie od opadów śniegu umożliwiają białe szaleństwo przez cały rok.
Zysk z działalności w zakresie sportów zimowych wynosi 7,11 mln euro, zaś jej udział w PKB ma wysokość 4,1%. Dochodzi do tego zysk z działalności w zakresie ogólnie pojętej turystyki zimowej (m.in. zakwaterowań, transportu, rozrywki) w wysokości 5,9 miliardów euro. Szacuje się, że jedno na czternaście miejsc pracy w Austrii ma związek z turystyką zimową.
Czynna i bierna turystyka zimowa wiąże się z 3,76 milionami przyjazdów (12,1% łącznej sumy) oraz 28,22 milionami noclegów (23,2%). Turyści przyjeżdżający do Austrii w sezonie zimowym wydają podczas swoich pobytów 10,1 miliardów euro, co stanowi około jednej trzeciej łącznej sumy we wszystkich rodzajach turystyki.
Największe ośrodki sportów zimowych leżą w Tyrolu (m.in. Ischgl, Ötztal, Zillertal, Stubaital, Kitzbühel), Vorarlbergu (m.in. Arlberg), jak również w Salzburgu (m.in. Ski amadé, Saalbach Hinterglemm, Radstadt, Obertauern). Możliwość uprawiania turystyki zimowej istnieje też w Karyntii (m.in. Naßfeld, Gerlitzen, Weißensee) i w Styrii (m.in. w regionie Dachstein-Tauern).

### Turystyka kulturowa
Szczególny charakter turystyki kulturowej w Austrii tkwi w szerokiej ofercie muzycznej:
- Na lata 2010/2011 przypadają lata Gustava Mahlera. Jego miłośnicy z całego świata obchodzą obecnie aż dwa święta ku uczczeniu pamięci kompozytora: na rok 2010 przypada 150. rocznica jego narodzin, w 2011 zaś obchodzona jest okrągła, setna rocznica śmierci Mahlera[6]. Z tej okazji zaplanowanych jest wiele interesujących wystaw i koncertów związanych z kompozytorem[7].
- Najpopularniejszym wydarzeniem muzycznym jest coroczny Festiwal w Salzburgu – mieście, w którym urodził się Wolfgang Amadeus Mozart. Uznawany jest za największy letni festiwali muzyki i teatru w Europie i trwa 5 tygodni (późny lipiec – koniec sierpnia).
- Festiwal w Bregencji organizowany jest od roku 1946. Odbywa się w stolicy Vorarlbergu, Bregencji, na największej na świecie scenie na wodzie.
- Festiwal w Wiedniu – Opera Wiedeńska, Filharmonicy Wiedeńscy oraz Theater an der Wien to główne ośrodki intensywnego życia muzycznego Wiednia.
- Ars Electronica to festiwal sztuki, technologii i elektroniki odbywający się w Linz co roku we wrześniu od 1979 roku.
- W miejscowościach Ossiach i Villach w Karyntii odbywa się festiwal muzyki i sztuki Carinthische Sommer.
- Styria organizuje coroczny letni festiwal muzyki poważnej Styriarte

### Turystyka miejska

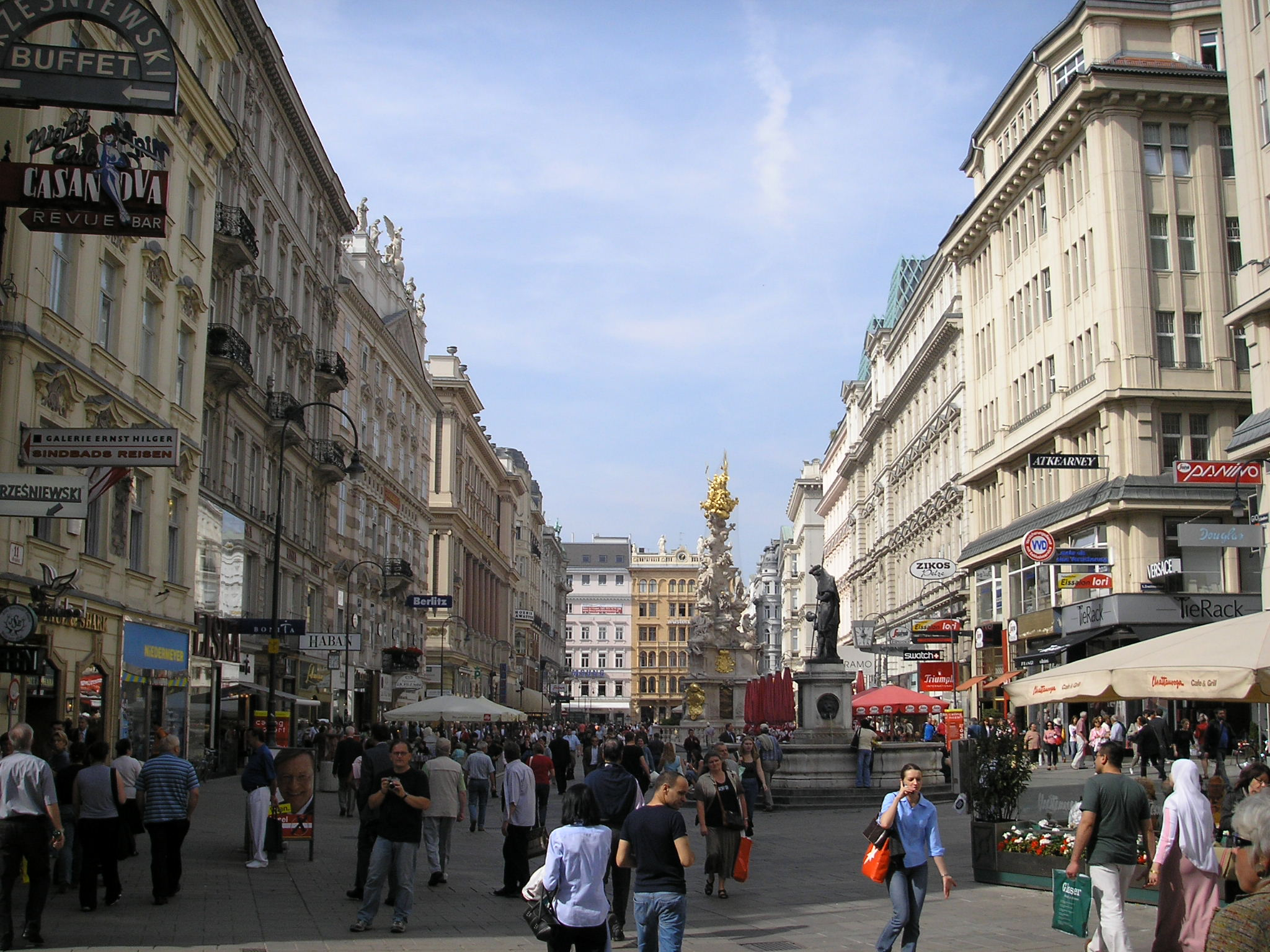
Wiedeń przyciąga corocznie miliony turystów

Turystyka miejska w Austrii skupia się przede wszystkim na Wiedniu oraz ośmiu pozostałych stolicach krajów związkowych.
Turyści przebywają w miastach relatywnie krótko, wydają jednak więcej pieniędzy niż ci odwiedzający wiejskie ośrodki. Sprzyjają temu liczne w całym kraju ulice z butikami, targi przy krętych uliczkach, sklepy z pamiątkami i luksusowe delikatesy oraz wielkie centra handlowe. Celami przyjazdów bywają odwiedziny u rodziny i znajomych, jak również turystyka kulturowa lub wyjazdy służbowe. Na miasta przypada też większość turystów podróżujących samolotem.
Wiedeń jest miastem, na które przypada ponad połowa łącznych przyjazdów. Innymi najczęściej odwiedzanymi miastami są Salzburg oraz Innsbruck. W dalszej kolejności są to Linz, Klagenfurt i Graz oraz mniejsze miasta: Bregencja, St. Pölten i Eisenstadt. Liczba noclegów powiązanych z turystyką miejską wyniosła w roku 2007 16 milionów, przy czym 9,7 mln w Wiedniu i 2,3 mln w Salzburgu.

### Turystyka służbowa
Turystyka służbowa ma miejsce głównie w centrach przemysłowych kraju, większość z nich w Wiedniu, który jest celem 30-35% podróży służbowych. Do tego typu turystów zaliczają się zarówno montażyści na targach, jak również zagraniczni biznesmeni i partnerzy oraz uczestnicy kongresów lub konferencji.

### Turystyka zdrowotna i Wellness

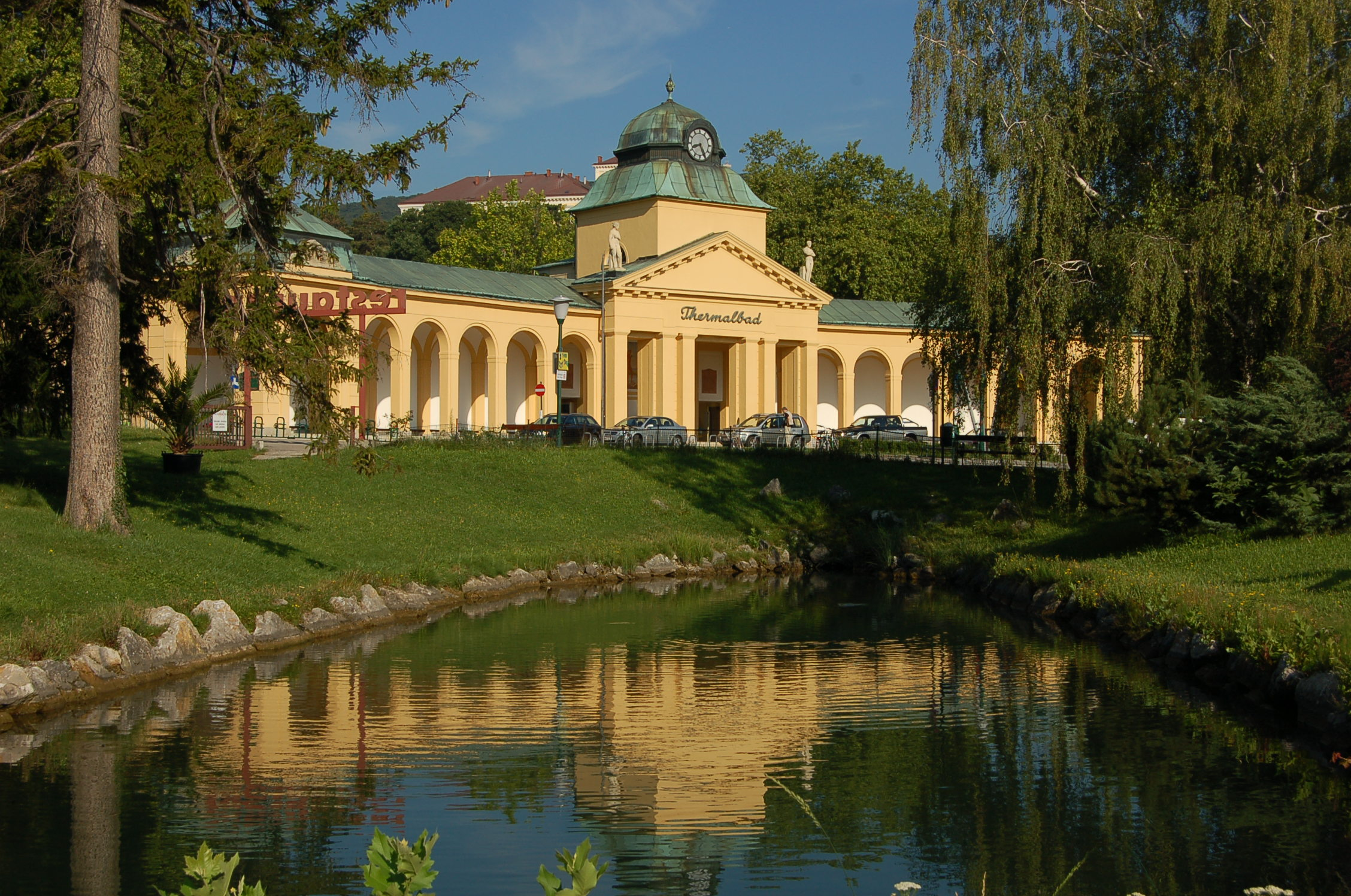
Łaźnie termalne Bad Vöslau

Turystyka zdrowotna w Austrii obejmuje liczne kurorty, uzdrowiska, łaźnie termalne itp. W roku 2006 w miejscowościach uzdrowiskowych zanotowano 18 milionów noclegów, choć rozróżnienie między turystami korzystającymi z wyjazdów zdrowotnych a innymi nie jest w tym momencie możliwe. Oprócz wyjazdów zdrowotnych są także oferowane wczasy z odnową biologiczną.

### Agroturystyka
Agroturystyka w Austrii to sposób na ekologiczne wczasy w gospodarstwach agroturystycznych, ciesząca się rosnącym zainteresowaniem wśród Austriaków i gości z zagranicy.

## Historia

### Turystyka w dawnej Austrii
Na początku XIX wieku turystyka w Austrii skupiona była wokół pojedynczych miejscowości. Karlowe Wary (na terenie dzisiejszych Czech) odwiedzał chętnie Goethe, Wiedeń zaś był głównym i bardzo częstym celem podróży arystokracji. Do jaskini Postojna (dzisiejsza Słowenia) udawali się turyści szczególnie w epoce Biedermeier. Bogaci mieszczanie przeprowadzali się w okresach letnich z całym dorobkiem i służbą za miasto (np. do Hinterbrühl pod Wiedniem), a po utworzeniu połączeń kolejowych także do dalej położonych miejscowości (m.in. do Semmering).

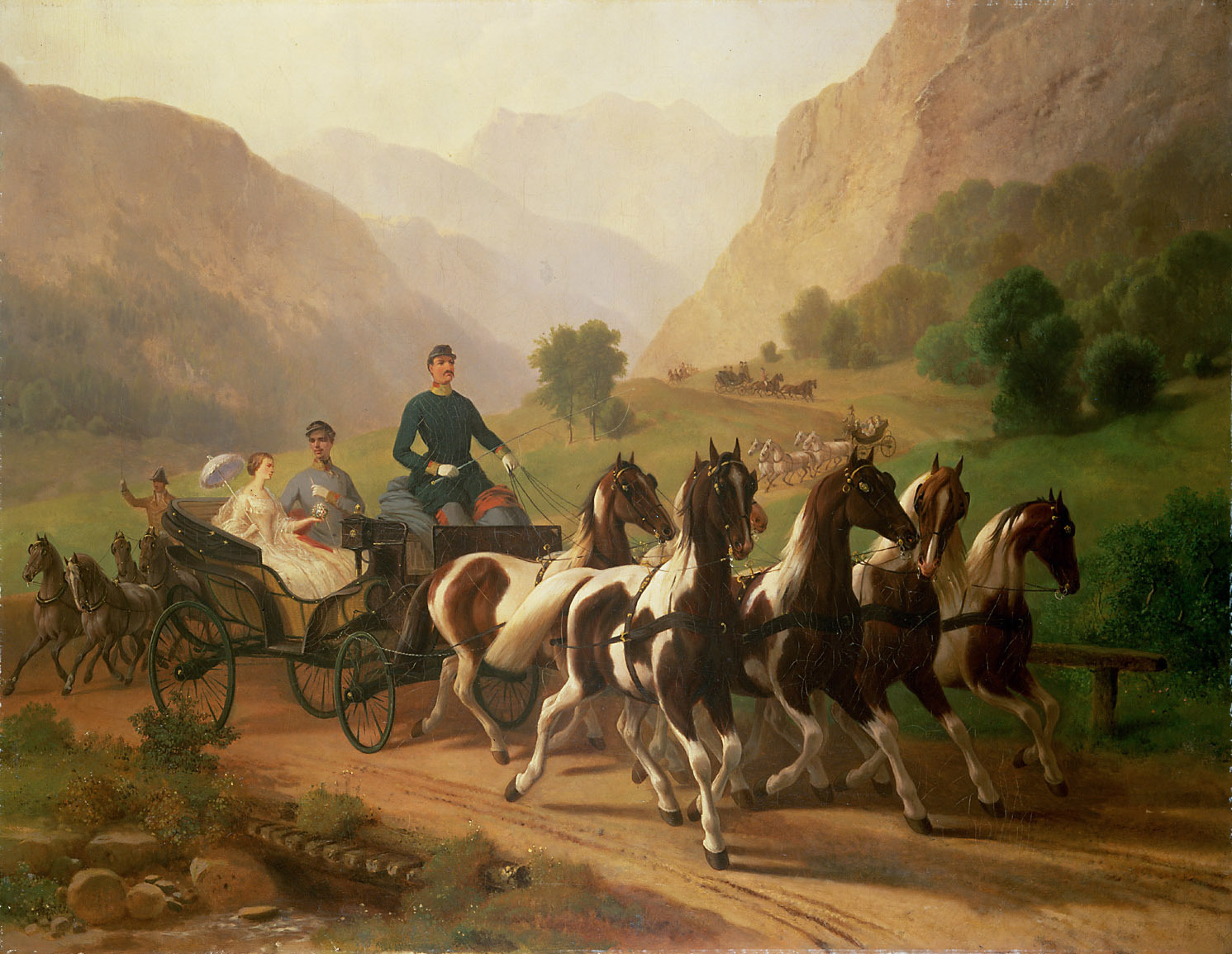
Cesarz Franciszek Józef I i cesarzowa Elżbieta na przejażdżce w okolicach Ischgl (1853)

Uzdrowisko Bad Ischl zasłynęło jako kurort i letnia rezydencja cesarza Franciszka Józefa I, zaś Bad Hofgastein jako miejsce ulubione przez arystokrację. Rozwój przemysłowy terenów alpejskich rozpoczął się w połowie XIX wieku i umożliwił rozkwit turystyki. W roku 1896 w austriackiej, cesarskiej części Austro-Węgier, potocznie zwanej Przedlitawią, powstało cesarsko-królewskie Ministerstwo Kolei, do którego zadań należały m.in. działania na rzecz dynamizacji turystyki. W rozwoju turystycznym Alp ważną rolę odegrał założony w Wiedniu Österreichischer Alpenverein, wytaczając trasy szlaków górskich czy osadzając w górach liczne schroniska turystyczne. Podobnie ważnym wydarzeniem było w roku 1907 wprowadzenie transportu autobusowego przez cesarsko-królewską pocztę – była to pierwsza linia autobusowa w południowym Tyrolu.
W drugiej połowie XIX wieku w związku z powstaniem stacji kolejowych otwartych zostało wiele dużych hoteli, szczególnie w pobliżu alpejskich jezior i popularnych dolin. Wtedy też rozpoczęła się turystyka narciarska, której znanym promotorem był wówczas Mathias Zdarsky. Pierwsze kursy narciarskie prowadzone były już w roku 1905 w Stuben, zaś w roku 1908 ruszył pierwszy wyciąg talerzykowy w Dornbirn.

### Okres międzywojenny

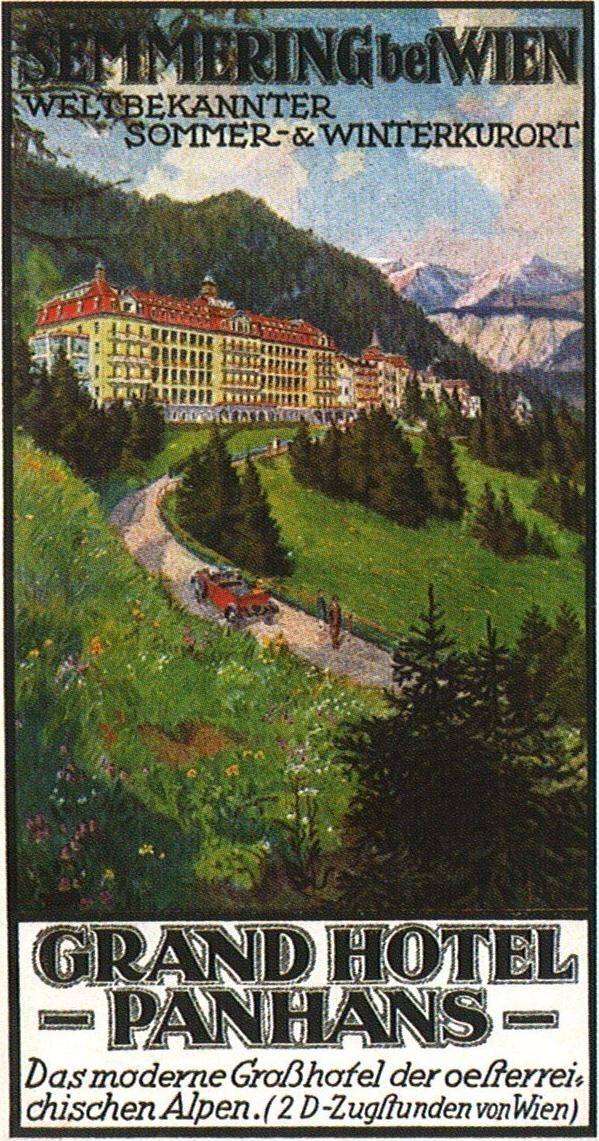
„Grand Hotel Panhans” w Semmering w latach dwudziestych

Ponieważ w czasie I wojny światowej turystyka całkowicie zamarła, stowarzyszenia turystyczne utraciły swoich głównych klientów. W dwudziestoleciu międzywojennym rozwinęła się nowa, „mieszczańska” forma turystyki letniej. Podczas gdy w zachodnich krajach związkowych (Salzburg, Tyrol, Vorarlberg) spędzali swój urlop głównie turyści z Niemiec, mieszkańcy Wiednia oraz byłych krajów Monarchii Austro-Węgierskiej wybierali krajobrazy jezior karynckich oraz Salzkammergut. Sam Wiedeń zaś cieszył się popularnością turystów zarówno ze wschodu, jak i z zachodu.
W roku 1933 rząd niemiecki wprowadził w Austrii Tausend-Mark-Sperre – sankcję gospodarczą, która zmuszała obywateli Niemiec do wnoszenia opłaty w wysokości 1000 Reichsmarek (odpowiednik dzisiejszych 3500 euro) przy wjeździe do Austrii. Ten gospodarczy środek nacisku miał skłonić kanclerza Austrii Engelberta Dollfußa do ustępstw wobec narodowo socjalistcznego przywództwa Niemiec. Embargo zniesiono w roku 1937.

### Rozwój po II wojnie światowej
Rozwój turystyki po II wojnie światowej charakteryzował się silnym wzrostem i rozwojem turystyki masowej, powodowanym rozkwitem gospodarczym, wzrostem wymagań odnośnie do wypoczynku i wzrastającą mobilnością. Najważniejszymi aktywnościami do początku lat 90. były wędrówki, kąpiele, jazda na nartach, jak również turystyka miejska. Dopiero od wczesnych lat 90. wraz ze spadkiem liczby noclegów doszło do dywersyfikacji ofert i tak na przykład powstała turystyka zdrowotna.
O ile jeszcze w latach 70. XX wieku Austria była oczywistym celem podróży niemieckich turystów, sytuacja ta zmieniała się stopniowo wraz z kolejnymi latami. Niezmiennie jednak są oni największą grupą turystów w Austrii, choć ich udział w łącznej liczbie noclegów konsekwentnie się zmniejsza. Doprowadziło to przyspieszenia „internacjonalizacji austriackiego marketingu turystycznego”. Austria kusi więc teraz gości z innych rynków źródłowych, by zredukować silną zależność od Niemiec.

## Krytyczne aspekty i aktualne trendy

### Krytyczne aspekty
- Niepożądane socjalne i ekologiczne skutki niepohamowanego rozwoju turystyki masowej pobudziły tendencje do alternatywnej turystyki, zakładającej bliższy kontakt z naturą.
- W miejscowościach związanych głównie ze sportami zimowymi (np. w St. Anton am Arlberg) rozwinęła się turystyczna monostruktura.
- W związku z rozwojem turystyki pojawiły się problemy ekologiczne takie jak wysychanie gleby spowodowane budowaniem ulic i lotnisk, zanieczyszczenie powietrza, jak również pozostawiane przez turystów odpady i ścieki (głównie w miejscowościach alpejskich).

### Aktualne trendy

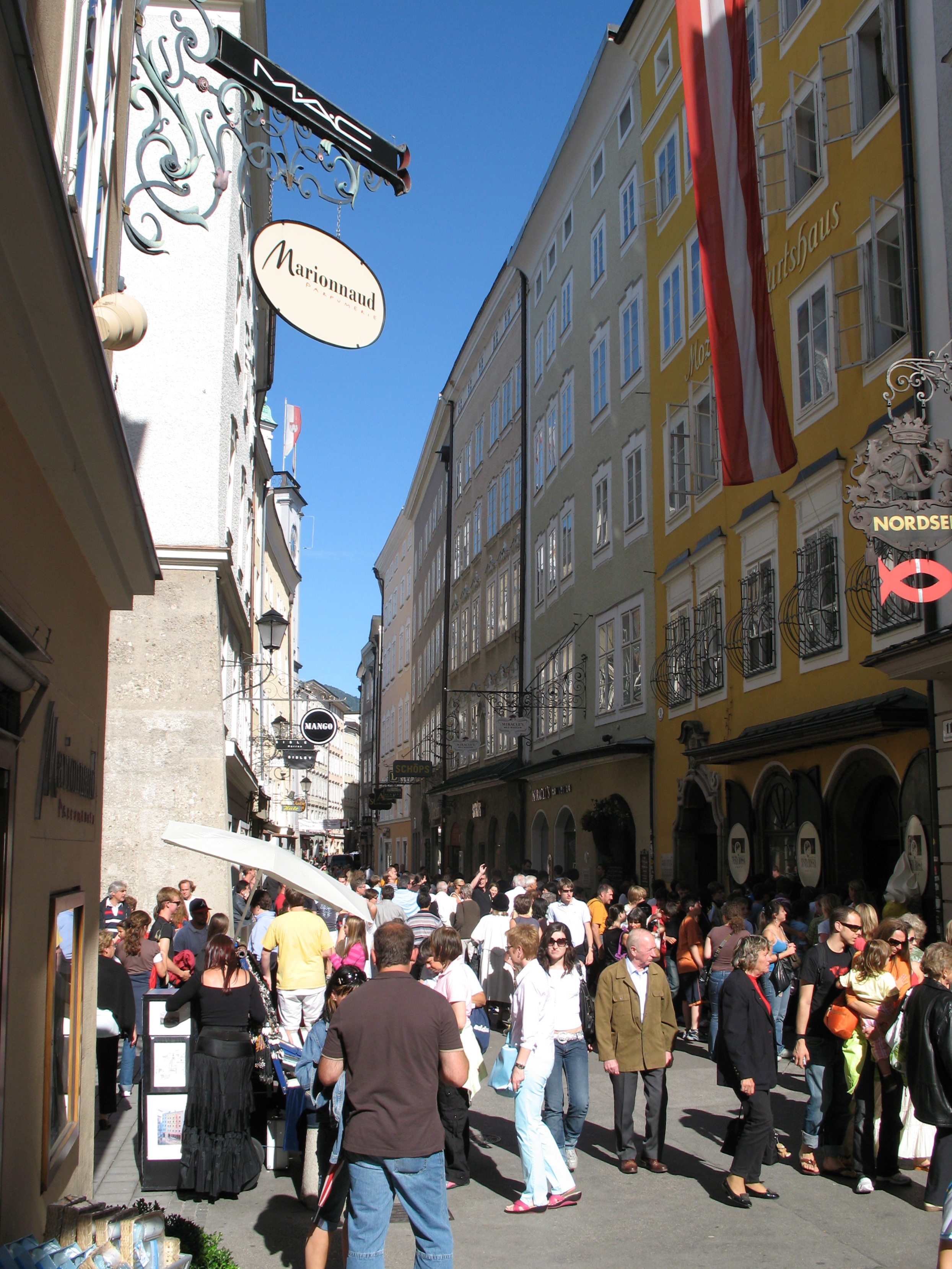
Getreidegasse w Salzburgu, jeden z ulubionych celów wycieczek turystów

Panujący do 2008 roku trend do nocowania w hotelach cztero- lub pięciogwiazdkowych zahamowany został przez zaistniały jesienią 2009 roku kryzys gospodarczy. Trend do skracania długości pobytów, związany z redukcją kosztów, ma miejsce do dziś.
Rezerwacja miejsc noclegowych przez turystów odbywa się obecnie głównie przez Internet. Zanim jednak turyści zdecydują się zabukować pokój, zapoznają się oni z ofertą i komentarzami innych gości na stronach internetowych hoteli. Ponadto rezerwacje przebiegają w sposób o wiele bardziej krótkoterminowy niż wcześniej. Świadomość wysokości cen wśród turystów w roku 2009 zdecydowanie wzrosła – na ogół oszczędzają oni na napojach.
Austria jest najczęściej wybieranym celem podróży wśród mieszkańców krajów Europy Środkowo-Wschodniej. Bogaci turyści, np. z Rosji, Ukrainy, Polski i Rumunii cenią sobie wysoki, niezawodny standard hoteli, jak również bezpieczeństwo i gościnność kraju oraz relatywnie niedaleką odległość Austrii od ich ojczyzn.
Na turystykę wśród narciarzy wpływa słabnąca popularność nauki jazdy na nartach wśród młodzieży. Wybierają oni kraje alpejskie zdecydowanie rzadziej niż jeszcze przed kilkudziesięcioma laty. Poza tym narciarstwo coraz częściej uważane jest za drogą dyscyplinę sportową. W związku z tym znajdujące się na południu kraju słoneczne miejsca, do których łatwo i tanio dolecieć można tanimi liniami lotniczymi okazują się być atrakcyjną alternatywą dla wczasów zimowych. Poza tym istnieje obawa, że w związku ze zmianami klimatu zmniejszają się opady śniegu, niezbędne do uprawiania sportów zimowych. Mimo to 87% rejonów popularnych za sprawą sportów zimowych określane są jako „obfite w śnieg”.
Ogólnie rzecz biorąc z powodu kryzysu gospodarczego popyt na oferty turystyczne Austrii maleje, jednak nie na wszystkich rynkach. W Wiedniu spadek turystyki w roku 2009 okazał się być bardzo dotkliwy, zanotowano bowiem spadek o 3,8% w porównaniu z rokiem 2008. Pamiętać jednak trzeba o tym, że w tym roku odbyły się w Austrii i Szwajcarii finały XIII Mistrzostw Europy w piłce nożnej.

## Promocja turystyki
Organizacja Österreich Werbung (ÖW) jest narodową organizacją turystyczną Austrii. ÖW wraz ze swoimi 32 biurami zagranicznymi przeprowadziła w roku 2008 ponad 1 500 akcji marketingowych. Österreich Werbung prowadzi aktywną działalność ukierunkowaną na rynki 61 krajów. Spektrum działalności sięga od klasycznej reklamy na rzecz Austrii jako kierunku urlopowego, przez różne formy współpracy z mediami, produkcję tematycznych prospektów, organizację targów i warsztatów wspierających sprzedaż ofert, szkolenia dla biur podróży i touroperatorów, po program lojalnościowy dla gości „austria & more”. Obok „Serwisu urlopowego Österreich Werbung” (największego centrum informacji telefonicznej w Austrii) głównym narzędziem informacji turystycznej jest portal internetowy austria.info. Na największej austriackiej platformie turystycznej w internecie zgromadzone są informacje i oferty z całego kraju.
Ponadto każdy z krajów związkowych posiada też własne organizacje marketingowe (np. Oberösterreich Tourismus, Vorarlberg Tourismus GmbH, Tirol Werbung GmbH, Salzburger Land Tourismus GmbH, Kärnten-Werbung, WienTourismus); dodatkowo regiony turystyczne posiadają własne instytucje (np. Salzkammergut Tourismus GmbH, Dachstein-Tauern-Region, Wiener Alpen, Wörthersee-Tourismus, Innsbruck, Tourismus Salzburg GmbH, Graz Tourismus GmbH, Nationalpark Hohe Tauern).